# Ziminia masiceraeformis
Ziminia masiceraeformis är en tvåvingeart som först beskrevs av Josef Aloizievitsch Portschinsky 1881.  Ziminia masiceraeformis ingår i släktet Ziminia och familjen parasitflugor. Inga underarter finns listade i Catalogue of Life.